# Driess Saddiki
Driess Saddiki (Venlo, 9 augustus 1996) is een Nederlands-Marokkaans voetballer die doorgaans als middenvelder speelt.

## Clubcarrière
Saddiki speelde tot 2014 bij SC Irene, waarna Fortuna Sittard hem overnam. Hij was in zijn eerste seizoen bij Fortuna een belangrijke waarde in de Onder 19 en pakte ook zijn minuten bij de beloften. Op de laatste speelronde van het seizoen 2014/15 maakte Saddiki zijn debuut in het eerste elftal van de club. In een met 0-2 verloren thuiswedstrijd tegen RKC kwam hij 19 minuten voor tijd binnen de lijnen voor Donny de Groot. Op 12 juni 2015 tekende Saddiki zijn eerste profcontract tot medio 2017 bij Fortuna met een optie voor nog een jaar.
In het seizoen 2015/16 brak Saddiki definitief door en groeide hij uit tot een belangrijke waarde in het elftal. Op 16 september 2016 scoorde hij zijn eerste doelpunt in het betaalde voetbal tijdens een met 3-0 gewonnen thuiswedstrijd tegen SC Cambuur. Aan het einde van het seizoen 2016/17 lichtte Fortuna Sittard de optie voor een extra jaar in zijn contract. Saddiki werd in het seizoen 2017/18 als basisspeler kampioen van de Eerste divisie met de club. Na het behalen van die titel verbond hij zich in mei 2018 voor drie jaar aan Willem II, dat hem transfervrij kon overnemen omdat zijn contract in juli afliep. Hij bleef daar vier jaar ondanks terugkerende belangstelling van andere clubs.
Na de degradatie uit de Eredivisie in 2022 vertrok Saddiki uit Tilburg richting Umm Salal in Qatar, waar hij een half jaar speelde. Op 6 februari 2023 werd bekend dat hij daar is vertrokken en nu ging spelen voor Abha Club in Saoedi-Arabië. Op 23 augustus 2023 tekende Saddiki bij de Turkse club Kasımpaşa. Daar raakte hij eind december 2023 zwaar geblesseerd. Na negen maanden was Saddiki weer hersteld van zijn kruisbandblessure, maar eind januari 2025 liet hij vanwege een verschil in inzicht zijn contract ontbinden. Op 12 maart 2025 tekende de clubloze middenvelder een contract bij VVV-Venlo tot het einde van het seizoen met een optie voor nog een jaar. Die optie werd in mei 2025 door de club gelicht.

## Profstatistieken
| 2014/15                                | Fortuna Sittard | Eerste divisie     | 1   | 0 | 0  | 0 | – | – | 1   | 0 |
| 2015/16                                | Fortuna Sittard | Eerste divisie     | 25  | 0 | 1  | 0 | – | – | 26  | 0 |
| 2016/17                                | Fortuna Sittard | Eerste divisie     | 17  | 1 | 0  | 0 | – | – | 17  | 1 |
| 2017/18                                | Fortuna Sittard | Eerste divisie     | 36  | 1 | 3  | 0 | – | – | 39  | 1 |
| 2018/19                                | Willem II       | Eredivisie         | 21  | 1 | 1  | 0 | – | – | 22  | 1 |
| 2019/20                                | Willem II       | Eredivisie         | 25  | 0 | 3  | 0 | – | – | 28  | 0 |
| 2020/21                                | Willem II       | Eredivisie         | 14  | 0 | 0  | 0 | 2 | 0 | 16  | 0 |
| 2021/22                                | Willem II       | Eredivisie         | 33  | 2 | 1  | 0 | – | – | 34  | 2 |
| 2022/23                                | Umm Salal       | Qatar Stars League | 5   | 0 | 5  | 1 | – | – | 10  | 1 |
| 2022/23                                | Abha Club       | Saudi Pro League   | 15  | 0 | 1  | 0 | – | – | 16  | 0 |
| 2023/24                                | Kasımpaşa SK    | Süper Lig          | 9   | 0 | 2  | 0 | – | – | 11  | 0 |
| 2024/25                                | Kasımpaşa SK    | Süper Lig          | 0   | 0 | 0  | 0 | – | – | 0   | 0 |
| 2024/25                                | VVV-Venlo       | Eerste divisie     | 9   | 0 | 0  | 0 | – | – | 9   | 0 |
| 2025/26                                | VVV-Venlo       | Eerste divisie     | 2   | 0 | 0  | 0 | – | – | 2   | 0 |
| Carrièretotaal                         | Carrièretotaal  | Carrièretotaal     | 212 | 5 | 17 | 1 | 2 | 0 | 232 | 6 |
| Bijgewerkt tot en met 15 augustus 2025 |                 |                    |     |   |    |   |   |   |     |   |

## Interlandcarrière
Saddiki werd in oktober 2020 voor het eerst opgeroepen voor het Marokkaans voetbalelftal. Hij raakte echter op de tweede training geblesseerd. Hij zat wel op de bank bij het oefenduel tegen Congo, maar debuteerde niet.

## Erelijst
| Kampioen Eerste divisie | 1x | 2017/18 |